# Ejido el Tecomate
Ejido el Tecomate är en ort i Mexiko.   Den ligger i kommunen Guasave och delstaten Sinaloa, i den västra delen av landet, 1 200 km nordväst om huvudstaden Mexico City. Ejido el Tecomate ligger 29 meter över havet och antalet invånare är 210.
Terrängen runt Ejido el Tecomate är mycket platt. Runt Ejido el Tecomate är det ganska tätbefolkat, med 100 invånare per kvadratkilometer. Närmaste större samhälle är Guasave, 11,1 km väster om Ejido el Tecomate. Trakten runt Ejido el Tecomate består till största delen av jordbruksmark.